# Kazakistan ai Giochi della XXXII Olimpiade
Il Kazakistan ha partecipato ai Giochi della XXXII Olimpiade, che si sono svolti a Tokyo, Giappone, dal 23 luglio all'8 agosto 2021 (inizialmente previsti dal 24 luglio al 9 agosto 2020 ma posticipati per la pandemia di COVID-19) con una delegazione di 94 atleti impegnati in 20 discipline.

## Medaglie

### Medagliere per disciplina
| Sport             | Oro | Argento | Bronzo | Totale |
| ----------------- | --- | ------- | ------ | ------ |
| Lotta             | 0   | 0       | 1      | 1      |
| Pugilato          | 0   | 0       | 2      | 2      |
| Sollevamento pesi | 0   | 0       | 2      | 2      |
| Judo              | 0   | 0       | 1      | 1      |
| Karate            | 0   | 0       | 2      | 2      |
| Totale            | 0   | 0       | 8      | 8      |

### Medaglie di bronzo
| Medaglia | Nome                 | Sport             | Evento                |
| -------- | -------------------- | ----------------- | --------------------- |
| Bronzo   | Eldos Smetov         | Judo              | 60 kg maschile        |
| Bronzo   | Igor Son             | Sollevamento pesi | 61 kg maschile        |
| Bronzo   | Zul'fija Činšanlo    | Sollevamento pesi | 55 kg femminile       |
| Bronzo   | Kamshybek Kunkabayev | Pugilato          | Pesi supermassimi     |
| Bronzo   | Sáken Bıbosynov      | Pugilato          | Pesi mosca maschile   |
| Bronzo   | Nurislam Sanayev     | Lotta             | Libera 57 kg maschile |
| Bronzo   | Darkhan Assadilov    | Karate            | 67 kg maschile        |
| Bronzo   | Sof'ja Berul'ceva    | Karate            | +61 kg femminile      |

## Delegazione
| Sport                | Uomini | Donne | Totale |
| -------------------- | ------ | ----- | ------ |
| Arrampicata sportiva | 1      | -     | 1      |
| Atletica leggera     | 2      | 7     | 9      |
| Canoa/Kayak          | 3      | 4     | 7      |
| Canottaggio          | 1      | -     | 1      |
| Ciclismo             | 5      | -     | 5      |
| Ginnastica           | 1      | 1     | 2      |
| Judo                 | 5      | 1     | 6      |
| Karate               | 3      | 2     | 5      |
| Lotta                | 8      | 3     | 11     |
| Nuoto                | 1      | -     | 1      |
| Nuoto artistico      | -      | 2     | 2      |
| Pallanuoto           | 13     | -     | 13     |
| Pentathlon moderno   | 1      | 1     | 2      |
| Pugilato             | 8      | 1     | 9      |
| Scherma              | 1      | -     | 1      |
| Sollevamento pesi    | 1      | 1     | 2      |
| Taekwondo            | 1      | 1     | 2      |
| Tennis               | 3      | 4     | 7      |
| Tennistavolo         | 1      | 1     | 2      |
| Tiro                 | 1      | 2     | 3      |
| Tiro con l'arco      | 3      | -     | 3      |
| Totale               | 63     | 31    | 94     |

## Risultati

### Ginnastica

#### Ginnastica artistica
Maschile
| Atleta       | Evento               | Qualificazione | Qualificazione | Qualificazione | Qualificazione | Qualificazione | Qualificazione | Qualificazione | Qualificazione | Finale   | Finale   | Finale   | Finale   | Finale   | Finale   | Finale | Finale |
| Atleta       | Evento               | Attrezzo       | Attrezzo       | Attrezzo       | Attrezzo       | Attrezzo       | Attrezzo       | Totale         | Pos.           | Attrezzo | Attrezzo | Attrezzo | Attrezzo | Attrezzo | Attrezzo | Totale | Pos.   |
| Atleta       | Evento               | CL             | C              | A              | V              | P              | S              | Totale         | Pos.           | CL       | C        | A        | V        | P        | S        | Totale | Pos.   |
| ------------ | -------------------- | -------------- | -------------- | -------------- | -------------- | -------------- | -------------- | -------------- | -------------- | -------- | -------- | -------- | -------- | -------- | -------- | ------ | ------ |
| Mılad Karımı | Concorso individuale | 14.766 Q       | 11.900         | 13.300         | 14.433         | 13.400         | 14.766 Q       | 82.565         | 25º Q          | 15.033   | 13.266   | 12.866   | 14.066   | 13.966   | 13.333   | 82.530 | 14º    |
| Mılad Karımı | Corpo libero         | 14.766         | N.D.           | N.D.           | N.D.           | N.D.           | N.D.           | N.D.           | 8º Q           | 14.133   | N.D.     | N.D.     | N.D.     | N.D.     | N.D.     | N.D.   | 5º     |
| Mılad Karımı | Sbarra               | N.D.           | N.D.           | N.D.           | N.D.           | N.D.           | 14.766         | N.D.           | 2º Q           | N.D.     | N.D.     | N.D.     | N.D.     | N.D.     | 11.266   | N.D.   | 8º     |

#### Ginnastica ritmica
| Atleta           | Evento               | Qualificazione | Qualificazione | Qualificazione | Qualificazione | Qualificazione | Qualificazione | Finale          | Finale          | Finale          | Finale          | Finale          | Finale          |
| Atleta           | Evento               | Attrezzo       | Attrezzo       | Attrezzo       | Attrezzo       | Totale         | Pos.           | Attrezzo        | Attrezzo        | Attrezzo        | Attrezzo        | Totale          | Pos.            |
| Atleta           | Evento               | Cerchio        | Palla          | Clavi          | Nastro         | Totale         | Pos.           | Cerchio         | Palla           | Clavi           | Nastro          | Totale          | Pos.            |
| ---------------- | -------------------- | -------------- | -------------- | -------------- | -------------- | -------------- | -------------- | --------------- | --------------- | --------------- | --------------- | --------------- | --------------- |
| Alına Ádilhanova | Concorso individuale | 20.550         | 22.450         | 22.200         | 18.600         | 83.800         | 21ª            | Non qualificata | Non qualificata | Non qualificata | Non qualificata | Non qualificata | Non qualificata |

### Sollevamento pesi
| Atleta            | Evento          | Strappo   | Strappo    | Slancio   | Slancio    | Totale | Classifica |
| Atleta            | Evento          | Risultato | Classifica | Risultato | Classifica | Totale | Classifica |
| ----------------- | --------------- | --------- | ---------- | --------- | ---------- | ------ | ---------- |
| Igor Son          | 61 kg maschile  | 131       | 4º         | 163       | 3º         | 294    |            |
| Zul'fija Činšanlo | 55 kg femminile | 90        | 5ª         | 123       | 3ª         | 213    |            |